# Abaliget
Abaliget (em alemão:  Abaling) é uma vila da Hungria, situada no condado de Baranya. Tem 16,09 km² de área e sua população em 2019 foi estimada em 647 habitantes.